# 毛蟹 (茶)
毛蟹为乌龙茶的一种，原产于福建省泉州市安溪县福美，是安溪四大名茶之一，可制成青茶、绿茶或红茶。毛蟹在民国时亦被称为“毛外”，味醇厚，叶底软亮均整。